# Roberto Requião
Roberto Requião de Mello e Silva GOMM (Curitiba, 5 de março de 1941) é um advogado, jornalista, urbanista e político brasileiro, filiado ao Partido Democrático Trabalhista (PDT). Pelo Paraná, foi governador por três mandatos, senador em duas ocasiões, secretário de Desenvolvimento Urbano durante o governo Alvaro Dias e deputado estadual, além de prefeito da capital Curitiba.

## Vida pessoal e genealogia
Roberto Requião é descendente de portugueses, italianos e alemães. Membro de influente família política paranaense, é filho do médico e ex-prefeito de Curitiba, Wallace Thadeu de Mello e Silva, e da professora Luiza Requião (Lucy). Sua mãe, era filha de Euclides Requião e Cristiana Keinert. Euclides Requião, avô materno de Roberto Requião, foi comerciante e hoteleiro em Curitiba e em Prudentópolis, era filho do baiano Luís Antônio Requião e de Gertrudes Lopes. Sua avó materna, Cristiana Keinert, era natural de Guarapuava, filha da gaúcha Luzia Soares de Abreu e do alemão Carlos Henrique Christiano Keinert, filho de Heirrich Chistiane Cyriacus Keinert e de Shophia Caroline Weigand Keinert.
Seu avô paterno, o sergipano Wallace de Melo e Silva, foi chefe da estação ferroviária de Curitiba e fundador do Centro dos Ferroviários do Paraná e Santa Catarina. Sua avó paterna, Joanna Tadeu, era filha de imigrantes italianos. Já seu bisavô, Justiniano de Mello e Silva, foi em 1875 secretário da presidência da província do Paraná.
Em 1940 Lucy Requião casou-se com o médico Wallace Thadeu de Mello e Silva e juntos tiveram cinco filhos: Roberto, Eduardo, Lúcia, Wallace e Maurício Requião. Roberto Requião é casado com a arquiteta Maristela Quarenghi, com quem tem dois filhos, o deputado estadual Maurício Thadeu de Mello e Silva, conhecido como Requião Filho, e Roberta de Mello e Silva.

### Formação acadêmica
Roberto Requião iniciou sua vida escolar no Colégio Belmiro César. Foi no Colégio Estadual do Paraná que Requião cursou o ginásio e o secundário. Em 1964 formou-se em jornalismo pela Pontifícia Universidade Católica do Paraná (PUC-PR). No movimento estudantil, com o apoio da União Paranaense dos Estudantes, no contexto de sua oposição à ditadura militar brasileira, foi eleito orador do Centro Acadêmico Hugo Simas, da Faculdade de Direito da Universidade Federal do Paraná (UFPR). Em 1966 tornou-se bacharel em direito pela UFPR. Possui pós-graduação em Planejamento Urbano pela Fundação Getúlio Vargas (FGV).

## Carreira política
Durante sua vida política, Roberto Requião foi membro do Partido do Movimento Democrático Brasileiro (PMDB), sucessor do antigo Movimento Democrático Brasileiro (MDB), partido de oposição à ditadura militar. Requião participou, ainda quando estudante, de inúmeros protestos, e foi fichado no Departamento de Ordem Política e Social (DOPS) por considerarem possuir comportamento extremista, nocivo para a manutenção da ordem. Foi um parlamentar historicamente ligado à ala esquerda deste partido, adotando uma postura crítica quanto ao neoliberalismo e ao Consenso de Washington, muitas vezes configurando uma postura dissidente no âmbito partidário. Requião chegou a ser presidente estadual do PMDB.

### Prefeito de Curitiba (1986-1989)
Em 1985 foi eleito prefeito de Curitiba, derrotando Jaime Lerner. Foi o primeiro prefeito eleito após a ditadura militar. Em 1º de janeiro de 1986, Roberto Requião tomou posse como prefeito, substituindo Maurício Fruet. O vice-prefeito eleito na chapa junto com Requião foi Adhail Sprenger Passos. Na gestão comandada por Requião, foi instituída a primeira Ouvidoria Geral do País, criou-se as sub-prefeituras e também a Associação dos Meninos e Meninas de Rua de Curitiba (Assoma), além de outras benfeitorias importantes no transporte público, infraestrutura, saúde, educação, entre outras realizações. 1º de janeiro de 1989 passou o cargo para Jaime Lerner.

### Secretário de Desenvolvimento Urbano do Paraná
Na gestão do governador Álvaro Dias (PMDB) foi nomeado em 1989 para ocupar a pasta da Secretaria de Desenvolvimento Urbano do Paraná. Como secretário estadual foi responsável por implantar o Programa Paraná Urbano e o Programa de Saneamento Ambiental no Paraná. Ocupou o cargo até 1990, quando saiu candidato ao governo do estado.

### Governador do Paraná (1991-1994)
Requião foi eleito governador em 1990 pelo PMDB. Assumiu o estado do Paraná em 15 de março de 1991, sucedendo Álvaro Dias.
Em maio de 1994 disputou como candidato do PMDB a convenção para escolher o candidato à presidência da República. Foi derrotado por ampla margem de votos pelo ex-governador paulista Orestes Quércia.

### Senador da República (1995-2002)
Requião foi eleito senador da República em 1994, com mais de dois milhões de votos, tendo como suplente Nivaldo Passos Kruger. A partir 1º de fevereiro de 1995, assumiu uma das três cadeiras paranaenses no Senado. Requião foi oposição ao governo FHC.
Como senador, foi presidente da Comissão Parlamentar Conjunta do Mercosul. Foi ainda relator da CPI dos Títulos Públicos e presidiu a Comissão de Educação e Comunicação do Senado Federal, além de membro de várias comissões como a Comissão de Assuntos Econômicos.

### Governador do Paraná (2003-2006)
Eleição

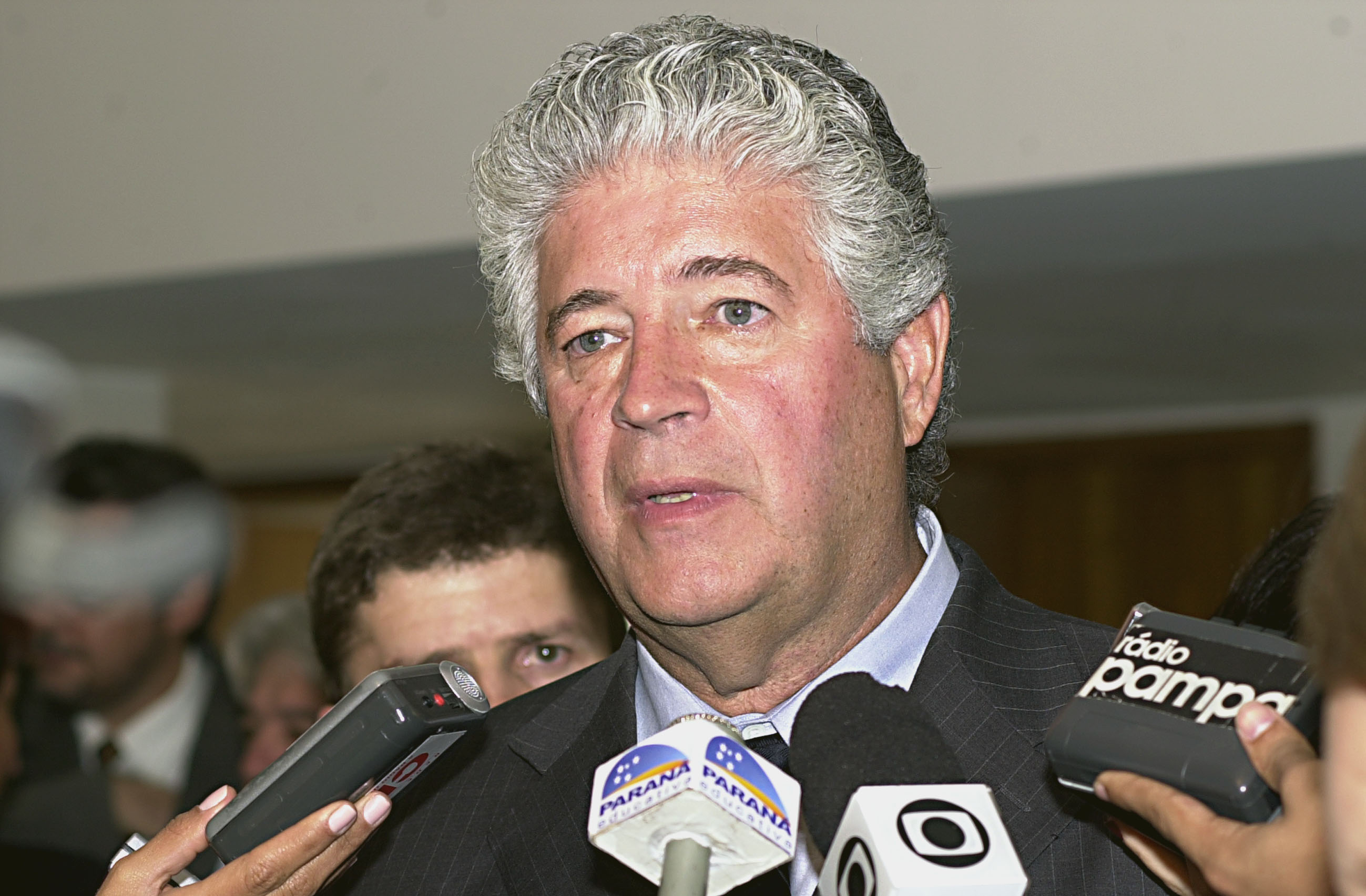
Requião em 2005, então governador do Paraná.

Nas eleições de 1998 foi candidato ao governo do Paraná, sendo vencido por Jaime Lerner, que foi reeleito governador.
Na sucessão de Jaime Lerner, em 2002, houve um dos maiores embates políticos da história do Paraná. Antes aliados, agora adversários políticos, Roberto Requião e Álvaro Dias disputaram as eleições para o governo do Estado. Álvaro Dias foi o primeiro colocado no primeiro turno com 1,62 milhão de votos (31,40 por cento) contra 1,35 milhão de Requião (26,18 por cento). No segundo turno, Requião venceu com 2,68 milhões de votos (55,15 por cento) contra 2,18 milhões de Álvaro.
Software livre
Em sua campanha ao governo de 2002 o candidato se mostrou simpatizante ao uso do software livre e sua adoção virou uma grande bandeira do governo, sendo que nesses últimos quatro anos o governo do estado economizou aproximadamente 127 milhões de reais em licenças e contratos de softwares. Ele também fez apologia ao voto impresso junto com urna eletrônica auditável.
Críticas de nepotismo
Roberto Requião foi acusado de nepotismo, por ter diversos familiares ocupando cargos públicos ou assemelhados. Eduardo Requião, seu irmão, foi nomeado superintendente do Porto de Paranaguá. Maristela Requião, sua esposa, foi presidente do Museu Oscar Niemeyer. Maurício Requião, seu irmão, foi nomeado secretário de educação. Heitor Wallace de Mello e Silva, primo, foi diretor de investimentos e de administração da Sanepar. João Arruda Júnior, sobrinho, foi assessor da Cohapar. Paikan Salomon de Mello e Silva foi produtor da TV Educativa.
Em julho de 2008, houve nova polêmica com a nomeação de seu irmão Maurício Requião para o cargo de Conselheiro do Tribunal de Contas do Estado do Paraná, cuja vaga deveria ser escolhida pela Assembleia Legislativa do Estado. Adversários políticos acusaram o governador de ter usado sua influência política para convencer os parlamentares a votar no irmão.

### Reeleição ao Governo do Paraná em 2006
No primeiro turno concorreu com Osmar Dias (PDT), Flávio Arns (PT), Rubens Bueno (PPS) e outros candidatos, tendo recebido 42,8% dos votos, contra 42,6% de Osmar Dias e 9,4% de Flávio Arns.
Foi reeleito no segundo turno tendo Orlando Pessuti como vice-governador. O resultado das eleições apontou uma apertadíssima diferença de 10.479 votos, equivalentes a 0,2 por cento dos votos válidos (a chapa vencedora recebeu 2.668.611 votos, contra 2.658.132 a chapa de Osmar Dias e Derli Donin). Foi o primeiro governador do Paraná a conquistar três mandatos por eleição direta.

### Pré-candidato à Presidência da República em 2010
Em 2006 Requião já havia defendido novamente a candidatura própria do PMDB nas eleições presidenciais, não conquistando o apoio da cúpula do partido, que optou por apoiar o candidato do PT, Luiz Inácio Lula da Silva. Já nas eleições de 2010, parte do PMDB que defendia candidatura própria, chancelou apoio a Roberto Requião. Requião recebeu o apoio da maioria dos peemedebistas dos seguintes estados: São Paulo, Rio Grande do Sul, Santa Catarina, Paraná, Pernambuco, Goiás e Piauí. Cerca de 15 diretórios aderiram a proposta liderada por Requião. A executiva do PMDB estava decidida a apoiar a candidatura do Partido dos Trabalhadores encabeçada por Dilma Rousseff, Requião buscou na militância política o apoio e chegou a registrar a sua pré-candidatura na sede do partido. Em junho  de 2010 foi realizada a convenção nacional do partido, ficando então decidido o apoio da indicação de Michel Temer para compor como candidato a vice-presidente da República.

### Senador da República (2011-2019)

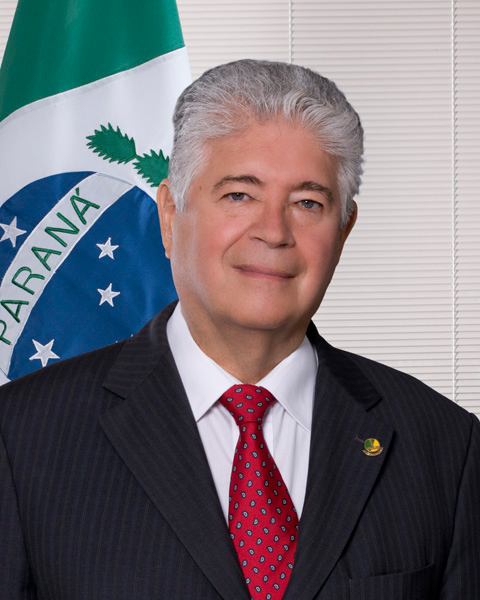
Foto oficial como Senador.

Governou o estado do Paraná até 1º de abril de 2010, quando renunciou ao cargo para se candidatar a um novo mandato no Senado, também pelo estado do Paraná. A chapa formada com Francisco Simeão Rodrigues Neto (1º suplente) e Luís Guilherme Gomes Mussi (2º suplente), foi eleita, tendo 2.691.557 milhões de votos. Requião assumiu a cadeira em 1º de fevereiro de 2011. No senado integrou como membro titular das comissões de Assuntos Econômicos (CAE), Assuntos Sociais (CAS), de Constituição, Justiça e Cidadania (CCJ), de Direitos Humanos e Legislação Participativa (CDH), de Educação, Cultura e Esporte (CE), de Serviços de Infraestrutura (CI), de Relações Exteriores e Defesa Nacional (CRE), Especial do Extrateto (CTETO), entre outras. Foi também relator e defensor do Projeto de abuso de autoridade no Senado Federal.
Em dezembro de 2016, votou contra a PEC do Teto dos Gastos Públicos. Em julho de 2017 votou contra a reforma trabalhista. Em outubro de 2017 votou a contra a manutenção do mandato do senador Aécio Neves mostrando-se favorável a decisão da Primeira Turma do Supremo Tribunal Federal no processo onde ele é acusado de corrupção e obstrução da justiça por solicitar dois milhões de reais ao empresário Joesley Batista.
Em 2018, concorreu novamente, tentando a reeleição ao cargo de senador, entretanto, não obteve êxito, ficando na terceira colocação. A chapa formada com Luiz Fernando Delazari (1º suplente) e Irondi Pugliesi (2º suplente), teve 1 528 291 de votos. Disputando uma das duas cadeiras, Requião foi derrotado por Oriovisto Guimarães (PODE) e Flávio Arns (REDE).

### Candidato a governador do Paraná em 2014
Nas eleições estaduais no Paraná em 2014, Requião novamente se candidatou a governador do Paraná, tendo como candidata a vice Rosane Ferreira (do PV). O candidato do PMDB formou a coligação Paraná com Governo com o PV e o PPL, recebendo também o apoio do Polo Comunista Luiz Carlos Prestes (PCLCP), partido sem registro no TSE. Requião ficou em segundo lugar com 1 634 316 votos (27,56%), perdendo para Beto Richa (PSDB), reeleito para o governo do estado.

### Saída do MDB e filiação ao PT
Após 40 anos filiado ao Movimento Democrático Brasileiro (MDB), Requião deixou o partido em julho de 2021.   O anúncio da saída ocorreu após sua chapa ser derrotada na disputa pelo comando do Diretório Estadual do partido no Paraná. A chapa vencedora, encabeçada pelo deputado estadual Anibelli Neto e apoiada pelo deputado federal Sérgio Souza, é próxima ao governador Ratinho Júnior e ao presidente Jair Bolsonaro. Requião defendia sua pré-candidatura pelo partido ao governo do Paraná em oposição a Ratinho.
Em sua rede social, escreveu após o resultado: "o MDB do Paraná foi tomado pelo Ratinho e pelo Bolsonaro. Sou sério, estou fora! Que pobreza, que vergonha, que indignidade, o partido que eu fundei foi tomado pelo Ratinho e pelo Bolsonaro".
Após sair do MDB, Requião iniciou conversas com o PDT, PSB e com o Partido dos Trabalhadores buscando um novo partido visando as eleições ao governo do Paraná em 2022. Em março de 2022, Requião confirmou ingresso no PT como pré-candidato ao governo do Paraná com apoio de Lula.
Em março de 2024, Requião decide se desfiliar do PT, e logo em seguida, se filiou ao Mobiliza.

## Controvérsias

### Polêmica com jornalista
Em 25 de abril de 2011, Requião, em entrevista a um jornalista da Rádio Bandeirantes, ao ser questionado sobre a aposentadoria de 24 mil reais que recebia por ter sido governador do Paraná — além do salário de senador, de 26,7 mil reais —, irritou-se e tomou o gravador das mãos do repórter. O gravador foi devolvido depois, por seu filho, mas com a entrevista apagada. Após a repercussão do episódio na imprensa, Requião publicou a entrevista em seu próprio site, e declarou que havia "perdido a paciência" e que "parlamentares sofriam bullying por parte da imprensa".
No dia seguinte, o Sindicato dos Jornalistas do Distrito Federal protocolou na Mesa Diretora do Senado uma representação solicitando advertência e censura ao senador. No mesmo dia, o presidente da Associação Brasileira de Emissoras de Rádio e Televisão divulgou nota classificando de "gravíssima" a atitude de Requião, ressaltando que "a liberdade de imprensa não é uma concessão do Estado, mas um pressuposto essencial à democracia, expresso na Constituição Brasileira". O presidente do Senado, José Sarney, mandou arquivar a representação na qual o Sindicato dos Jornalistas Profissionais do Distrito Federal solicitava que fosse aplicada advertência e censura ao senador Roberto Requião. A decisão foi tomada em 18 de maio, mas sendo divulgada pela assessoria somente no dia 25 de julho de 2011.

### Caso Ferreirinha
O dito Caso Ferreirinha ocorreu durante o segundo turno das eleições para o governo do Paraná, em 1990. Roberto Requião disputava a eleição com José Carlos Martinez, esse último apontado como favorito pelas pesquisas. Entretanto, o programa eleitoral gratuito de Requião mostrou um homem que se apresentava como João Ferreira, o Ferreirinha, que se identificou como matador de agricultores a serviço da família Martinez. 
Posteriormente, a Polícia Federal descobriu que Ferreirinha era, na verdade, o motorista Afrânio Luis Bandeira Costa. Requião, que nem sequer havia tomado posse, teve seu mandato cassado pelo Tribunal Regional Eleitoral do Paraná, que concluiu que houve crime eleitoral. O governador recorreu ao Tribunal Superior Eleitoral, obteve a anulação do julgamento e assumiu o cargo. Seis meses antes do final do mandato, em 1994, os ministros do TSE arquivaram o caso, concluindo que havia erros processuais: o processo havia sido aberto apenas contra Roberto Requião, quando deveria ter incluído o vice, Mário Pereira.

## Condecorações
Em 1993, como governador, Requião foi admitido pelo presidente Itamar Franco à Ordem do Mérito Militar no grau de Grande-Oficial especial. Em dezembro de 2006, Requião foi homenageado pelo governo de Sergipe com a Medalha da Ordem do Mérito Aperipê.